# Magyar Géniusz
A Magyar Géniusz magyar társadalmi, irodalmi és művészeti hetilap volt. 1892 és 1903 között jelent meg. A Hét mellett az egyike volt a századvég és a századforduló legnépszerűbb és  legelterjedtebb folyóiratainak. Állandó munkatársai között szerepelt a későbbi Nyugat írógárdájának egy része is.

## Története
A folyóirat 1892-ben indult. 1896-ig Hevesi József és Karczag Vilmos szerkesztették. 1897-ben már csak Hevesi József látta el a szerkesztői teendőket és mellette Kéry Gyula segédszerkesztőként, Basch Árpád pedig művészeti szerkesztőként szerepelt. 1898-ban Hevesi József mellett Basch Árpád jegyezte a lapot. Helyettes szerkesztőként Velszi Bárd (Wallesz Jenő) szerepelt.  1899-ben Basch Árpád vette át a lap irányítását, ugyanakkor Velszi Bárd volt a helyette szerkesztője és Hock János a főmunkatársa. 1900 és 1901 folyamán Basch Árpád egyedül végezte a folyóirat szerkesztését. 
1902-ben Osvát Ernő lett a felelős szerkesztő. Miután Osvát átvette az addigi képes családi hetilap szerkesztését, azt irodalmi, művészeti és társadalmi hetilappá alakította át. Ettől kezdve a lap is a Nyugat előzményei közé sorolható. 
Társszerkesztőként Michailovits István, főmunkatársként Kovács Jenő szerepelt. Ennek az évfolyamnak a 49. számától fogva ők hárman mint szerkesztők jegyezték a folyóiratot. 1903-ban újra szerkesztőváltozás állt be. Az 1–6. számot Gellért Oszkár, a 7–9. számot Gellért Oszkár, Osvát Ernő, Kovács Jenő, a 10. számtól pedig az év végéig és a folyóirat megszűnéséig Gellért Oszkár szerkesztette a folyóiratot, ugyanakkor Cholnoky Viktor volt a főmunkatársa. 1903-ban a lap formátuma is megváltozott: a régi nagy alak helyett nyolcadrétben jelent meg. 
A Magyar Géniusz – minden előzetes bejelentés nélkül – az 1903. év végén szűnt meg.

## Főbb munkatársai
- Cholnoky Viktor
- Kaffka Margit
- Krúdy Gyula
- Fenyő Miksa
- Ignotus Hugó
- Gellért Oszkár
- Kemény Simon
- Szini Gyula

## Egyéb irodalom
- Magyar Csillag 1902–1903 In: Nyugat repertórium, Akadémiai Kiadó, Budapest, 1959 (Irodalomtörténeti bibliográfiák 1.)